# Попытка военного переворота в Японии (1945)
Неудавшийся военный переворот в Японии 1945 года (яп. 宮城事件 Кю:дзё: дзикэн, «Инцидент в императорском дворце») — провалившийся военный переворот в Японии в конце Второй мировой войны. Он произошёл в ночь с 14 на 15 августа 1945 года, перед объявлением о капитуляции Японии. Переворот был организован офицерами Министерства армии, а также служащими Императорской гвардии, с тем чтобы воспрепятствовать капитуляции.
Офицеры, пытаясь заблокировать решение о капитуляции перед странами антияпонской коалиции, убили командира 1-й гвардейской дивизии генерал-лейтенанта Такэси Мори и просто предприняли попытку сфальсифицировать указ с целью захвата Токийского Императорского дворца. Они попытались поместить императора под домашний арест, используя 2-ю гвардейскую бригаду. Организаторам не удалось убедить Восточную армию Японии и высшее командование Императорской армии Японии начать действовать. Не сумев уговорить оставшиеся армейские силы отстранить от власти императорскую семью, они совершили самоубийство. В результате подготовка к капитуляции продолжилась по намеченному плану.

## Предпосылки

### Решение о принятии условий Потсдамской декларации
9 августа 1945 года японское правительство, в результате атомных бомбардировок Хиросимы и Нагасаки и объявления войны Советским Союзом, решило принять условия Потсдамской декларации. В тот же день при дворе Императора было открыто заседание Высшего совета по управлению войной. На нём премьер-министр Японии Кантаро Судзуки, 26-й министр императорского флота Мицумаса Ёнай и министр иностранных дел Сигэнори Того посоветовали Императору Японии Хирохито принять условия Потсдамской декларации и объявить о безоговорочной капитуляции. 
После закрытия сессии, проводившейся в бомбоубежище, премьер-министр Японии снова собрал Высший совет по управлению войной, в этот раз в форме императорского собрания (яп. 御前会議 годзэн кайги), на котором присутствовал император Хирохито. Оно состоялось в полночь 10 августа, в подземном бомбоубежище. Император Хирохито согласился с мнением министра иностранных дел, в результате чего были приняты условия Потсдамской декларации.  Впоследствии японский уполномоченный в Швеции и Швейцарии уведомил Антигитлеровскую коалицию о данном решении.
14 августа 1945 имперский генеральный штаб, по приказу императора Хирохито и во исполнение сдачи императором всех японских вооруженных сил верховному главнокомандующему союзных держав, выпустил общий военный и военно-морской приказ который повелевал всем своим командующим в Японии и за ее пределами дать приказ находящимся под их командованием японским вооруженным силам и контролируемым японцами войскам прекратить военные действия немедленно, сложить свое оружие, остаться на своих настоящих позициях и безоговорочно капитулировать перед командующими, действующими от имени Соединенных Штатов, Китайской Республики, Соединенного Королевства и Британской Империи и Союза Советских Социалистических Республик.

### Агитация в армии
Министерство армии Японии знало о решении императорского собрания, и многие офицеры, намеревавшиеся сопротивляться до последнего вздоха, с негодованием прореагировали на него. В девять часов, на заседании в Министерстве армии, штабные офицеры выразили недовольство министру армии Корэтике Анами. Его объяснения удовлетворили не всех офицеров.  После полуночи 12 августа радиостанция из Сан-Франциско (KGEI) передала ответ союзников. В нём указывалось, что, вопреки требованиям Императорского правительства сохранить Кокутай, союзники решили, что японское правительство и Император будут подчиняться главному штабу Союзников (такая же военная оккупационная схема применялась и по отношению к Германии). Министерство иностранных дел восприняло это сообщение как ограничение суверенитета, но японская армия трактовала его как порабощение. С трех часов участники совета императорских семей в основном согласились с капитуляцией Японии, но на заседании правительства, которое должно было состояться в это же время, с этим не согласились. Также Высший совет по управлению войной не смог прийти к единому мнению касаемо защиты Кокутая. После этих заседаний некоторые армейские офицеры решили, что с целью защиты Кокутая нужно совершить переворот. К этому времени главная группа данных офицеров уже держала наготове некоторые войска в Токио.

## Инцидент в Императорском дворце
Поздно вечером 12 августа 1945 года майор Кэндзи Хатанака, подполковники Масатака Ида, Масахико Такэсита (зять Анами), Масао Инаба и полковник Окикацу Арао, глава отдела по военным вопросам, обратились к министру армии Корэтике Анами («самому влиятельному человеку в Японии после Императора»)  и попросили его сделать все возможное, чтобы предотвратить принятие условий Потсдамской декларации. Генерал Анами отказался отвечать, станет ли он помогать молодым офицерам.  Несмотря на то, что им нужна была его поддержка, Хатанака и его сообщники решили, что им не остаётся ничего другого, как продолжать планирование и осуществление переворота самостоятельно. С 13 августа по утро 14 августа Хатанака собирал союзников, искал поддержку у высокопоставленных лиц в министерстве и совершенствовал план переворота. 
Вскоре после заседания, состоявшегося в ночь с 13 на 14 августа, на котором было принято решение о капитуляции, группа старших офицеров, включая Анами, собралась в соседней комнате. Все присутствующие понимали, что существует вероятность переворота с целью срыва капитуляции — даже некоторые из присутствующих могли раздумывать о его осуществлении. После молчания генерал Торасиро Кавабэ предложил, чтобы все присутствующие старшие офицеры подписали соглашение о выполнении императорского указа о капитуляции («Армия будет следовать императорскому решению, несмотря ни на что»). Соглашение было подписано всеми присутствующими офицерами, включая Анами, Хадзимэ Сугияму, Ёсидзиро Умэдзу, Кэндзи Доихару, Торасиро Кавабэ, Масакадзу Кавабэ и Тадаити Вакамацу. Данный договор, подписанный старшими офицерами армии как дополнение к заявлению Анами, служил существенным препятствием против любой попытки начать переворот в Токио. 

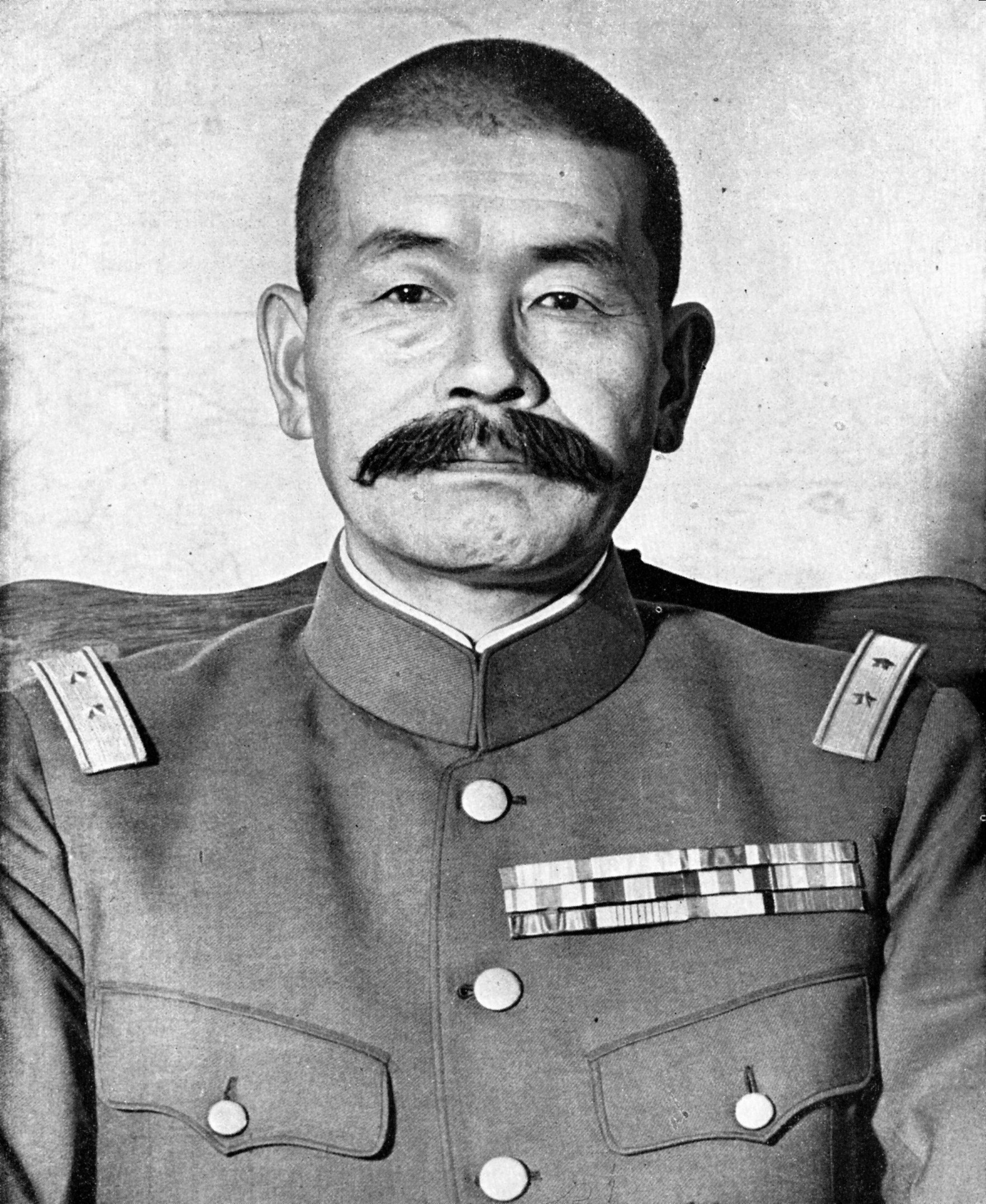
Переворот провалился после того, как Сидзуити Танака убедил восставших офицеров отправиться по домам. Через девять дней Танака совершил самоубийство.

14 августа, примерно в 21 час 30 минут, сообщники Хатанаки привели в действие свой план. Второй полк 1-й гвардейской дивизии вошёл на территорию дворца, удвоив силу уже расположенного там батальона, предположительно с целью увеличения защиты против восстания Хатанаки. Но Хатанака вместе с подполковником Дзиро Сиидзаки убедили командира 2-го полка, полковника Тоёдзиро Хагу, перейти на их сторону, солгавши ему, что Анами, Умэдзу и другие командиры Восточной армии и Императорской гвардейской дивизии поддерживают их действия. Хатанака также пришёл к генералу Сидзуити Танаке, командующему Восточным регионом армии, чтобы уговорить его присоединиться к перевороту. Танака отказался и приказал Хатанаке отправляться домой. Но Хатанака приказ проигнорировал. 
Изначально Хатанака надеялся, что простой захват дворца и демонстрация начала восстания вдохновят остальные войска к восстанию против решения о капитуляции. Эта идея двигала им последние дни и часы и, несмотря на ничтожную поддержку высшего командования, давала ему слепую уверенность для начала переворота. Подготовив все элементы плана, Хатанака и его сообщники решили, что гвардия захватит дворец в два часа ночи. До этого времени они продолжали пытаться убедить старших офицеров присоединиться к перевороту. Примерно в это же самое время генерал Анами совершил харакири, оставив сообщение следующего содержания: «Своей смертью я любезно извиняюсь перед Императором за великое преступление».  До сих пор не известно, что имелось в виду под преступлением — проигранная война или переворот. 
Через некоторое время после часа ночи Хатанака и его люди окружили Императорский дворец. Хатанака, Сиидзаки и капитан Сигэтаро Уэхара (из военно-воздушной академии) пришли к генерал-лейтенанту Такэси Мори, чтобы уговорить его присоединиться к перевороту. В это время Мори совещался с мужем своей сестры, подполковником Митинори Сираиси. Участие Мори, командира 1-й императорской гвардейской дивизии, в перевороте было необходимым.  Когда Мори отказался вставать на сторону Хатанаки, последний, опасаясь, что Мори прикажет гвардии подавить восстание, убил его.  По той же причине Уэхара убил и Сираиси. За всю ночь это были единственные жертвы попытки переворота. После этого Хатанака использовал официальную печать Мори, чтобы санкционировать стратегический указ императорской гвардейской дивизии № 584 — ложный набор указов, подготовленных его сообщниками, согласно которым значительно увеличивалось количество сил, занимавших Императорский дворец и Министерство Императорского двора, и число «защитников» Императора. 
Охрана дворца была разоружена, а все входы блокированы.  За ночь сообщники Хатанаки захватили и задержали 18 людей, в том числе и сотрудников министерства и рабочих телерадиовещательной корпорации NHK, которых послали записать капитуляционную речь. 
Участники восстания под предводительством Хатанаки провели следующие часы в тщетных поисках записей капитуляционной речи, а также министра Императорского двора Сотаро Исиватари и хранителя малой печати Коити Кидо: оба прятались в «банковском хранилище» — большом зале под императорским дворцом.  Поиск усложнялся светомаскировкой, устроенной в ответ на бомбардировки союзников, и старой планировкой Министерства Императорского двора. Участники восстания не могли прочесть названия многих комнат, но они смогли найти управляющего дворцом, Токугаву. Несмотря на то что Хатанака угрожал вспороть Токугаве живот самурайским мечом, тот соврал, сказав, что не знает, где находятся записи и люди.  Во время поисков участники восстания перерезали почти все телефонные провода, разорвав связь между людьми, заключёнными на территории дворца, и внешним миром.
Примерно в это же время в Иокогаме ещё одна группа сообщников Хатанаки под предводительством капитана Такэо Сасаки отправилась в кабинет премьер-министра Судзуки, намереваясь его убить. Когда они не обнаружили его там, они расстреляли кабинет, подожгли здание и пошли к дому премьер-министра. Генеральный секретарь кабинета министров Хисацунэ Сакомидзу предупредил Судзуки, и тот бежал до прихода Сасаки и его людей. Подпалив дом Судзуки, они пошли к поместью председателя Тайного Совета Киитиро Хиранумы, чтобы убить его. Хиранума бежал через боковые ворота; его дом также был сожжён. Остаток августа Судзуки провёл, находясь под защитой полиции, при этом каждую ночь он менял место ночлега.
В три часа ночи подполковник Масатака Ида сообщил Хатанаке, что Восточная армия находится на пути к дворцу, намереваясь его остановить, и что он должен сдаться.  В итоге, видя, что его план рушится, Хатанака начал умолять Тацухико Такасиму, начальника штаба Восточной армии, дать ему хотя бы десять минут эфирного времени на радиостанции NHK, чтобы объяснить народу Японии, какой цели он пытался достигнуть и зачем. Ему отказали.  Полковник Хага, командир 2-го полка 1-й гвардейской дивизии, узнал, что армия не поддержала восстание, и приказал Хатанаке покинуть территорию дворца.
Незадолго до пяти часов утра, в то время как сообщники майора Хатанаки продолжали поиски, майор отправился на студию NHK и, размахивая пистолетом, отчаянно попытался получить эфирное время, чтобы объяснить свои действия.  Через час после звонка от руководства Восточной армии Хатанака наконец сдался. Он собрал своих офицеров и покинул студию. 
На рассвете генерал Сидзуити Танака узнал, что императорский дворец захвачен мятежниками. Он отправился туда, встретился лицом к лицу с восставшими офицерами и отругал их за то, что они действовали вопреки духу японской армии. Он убедил их вернуться в казармы. К восьми часам утра восстание было полностью подавлено. Его участники успешно удерживали территорию дворца большую часть ночи, но не сумели найти записи. 
Хатанака на мотоцикле и Сиидзаки на лошади ездили по улицам, разбрасывая листовки, в которых объяснялись их мотивы и действия. За час до выступления Императора, примерно в одиннадцать часов утра 15 августа, Хатанака выстрелом в висок совершил самоубийство. Сиидзаки ранил себя кинжалом, а потом застрелился. В кармане Хатанаки было найдено его предсмертное стихотворение: «Теперь, когда над правлением Императора развеялись тёмные облака, мне не о чем сожалеть». 